# پاتسی فران
پاتریسیا فران (انگلیسی: Patricia Ferran؛ زادهٔ ۲۵ نوامبر ۱۹۸۹) بازیگر اسپانیایی-بریتانیایی است. او به خاطر فعالیت‌هایش در تئاتر جوایز زیادی از جمله جایزه لارنس الیویه دریافت کرده است. از آثاری که در آنها ایفای نقش کرده است می‌توان به تب لاله، سرزمین خود خدا، تاریک‌ترین ساعت، زیستن، فتنه‌گر و میکی ۱۷ اشاره کرد.

## اوایل زندگی
فران زادهٔ سال ۱۹۸۹ در والنسیا، اسپانیا است. پدرش اهل بارسلونا و مادرش اهل والنسیا است. خانواده‌اش زمانیکه که او کودک بود به انگلستان نقل مکان کردند. او در مدرسه دخترانه نوتردام در کابم، ساری تحصیل کرد.
او در دانشگاه بیرمنگام در رشته تئاتر و هنرهای نمایشی تحصیل کرد و سپس در آکادمی سلطنتی هنرهای دراماتیک آموزش دید و در سال ۲۰۱۴ فارغ‌التحصیل شد.